# Marie Krescencie ze Seilernu
Marie Krescencie hraběnka ze Seilernu a Aspangu (německy Crescence Gräfin von Seilern und Aspang, vysl. [kresans], někdy též maďarsky jako Seylern-Aspang Crescentia, 13. března 1799, Brno – 30. července 1875, Nagycenk) byla rakousko-uherská šlechtična z hraběcího rodu Seilern-Aspang. Jejím prvním manželem byl hrabě Károly Zichy a druhým významný maďarský politik Štěpán Széchenyi.

## Život

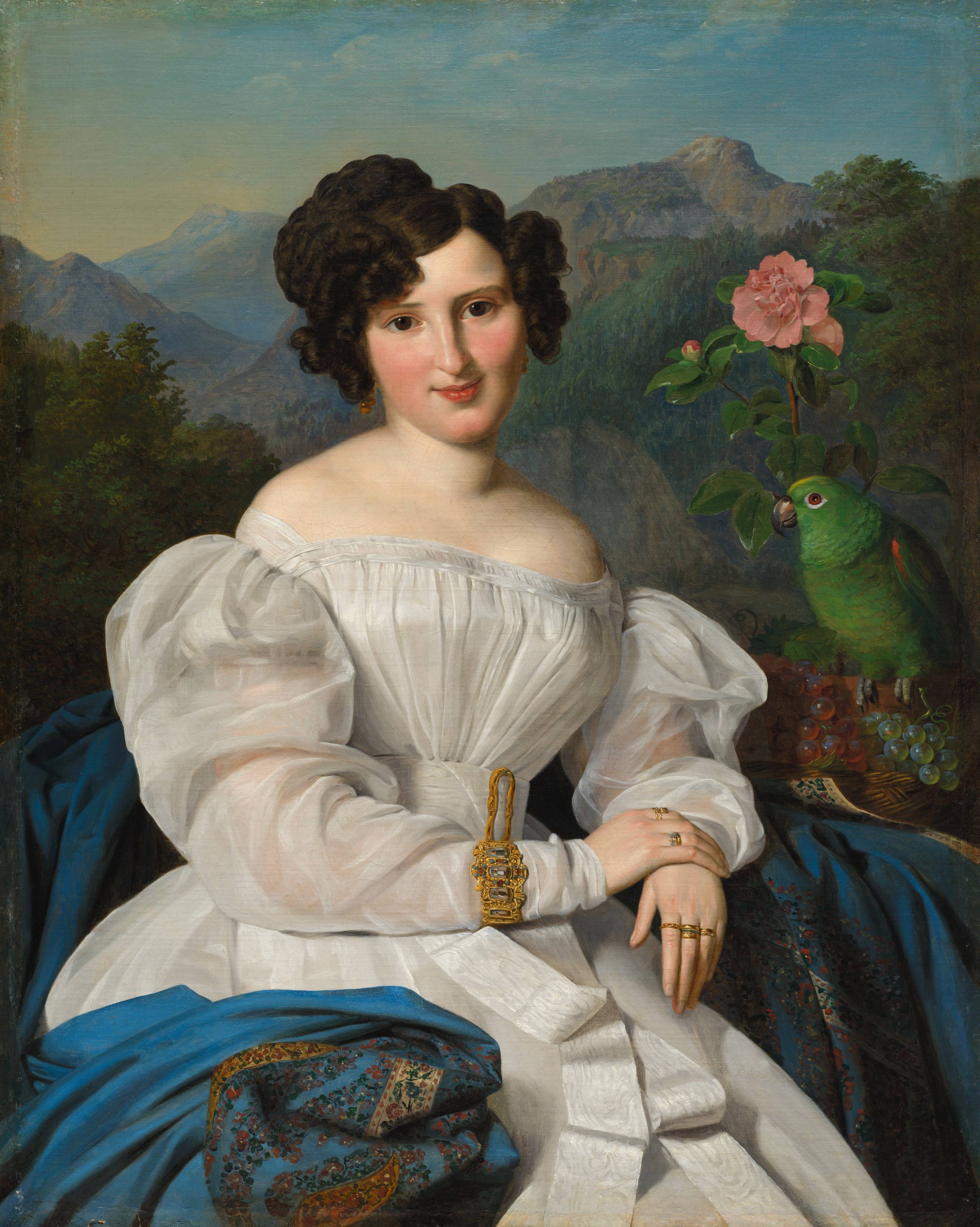
Marie Krescencie ze Seilernu (Ferdinand Georg Waldmüller, 1828)

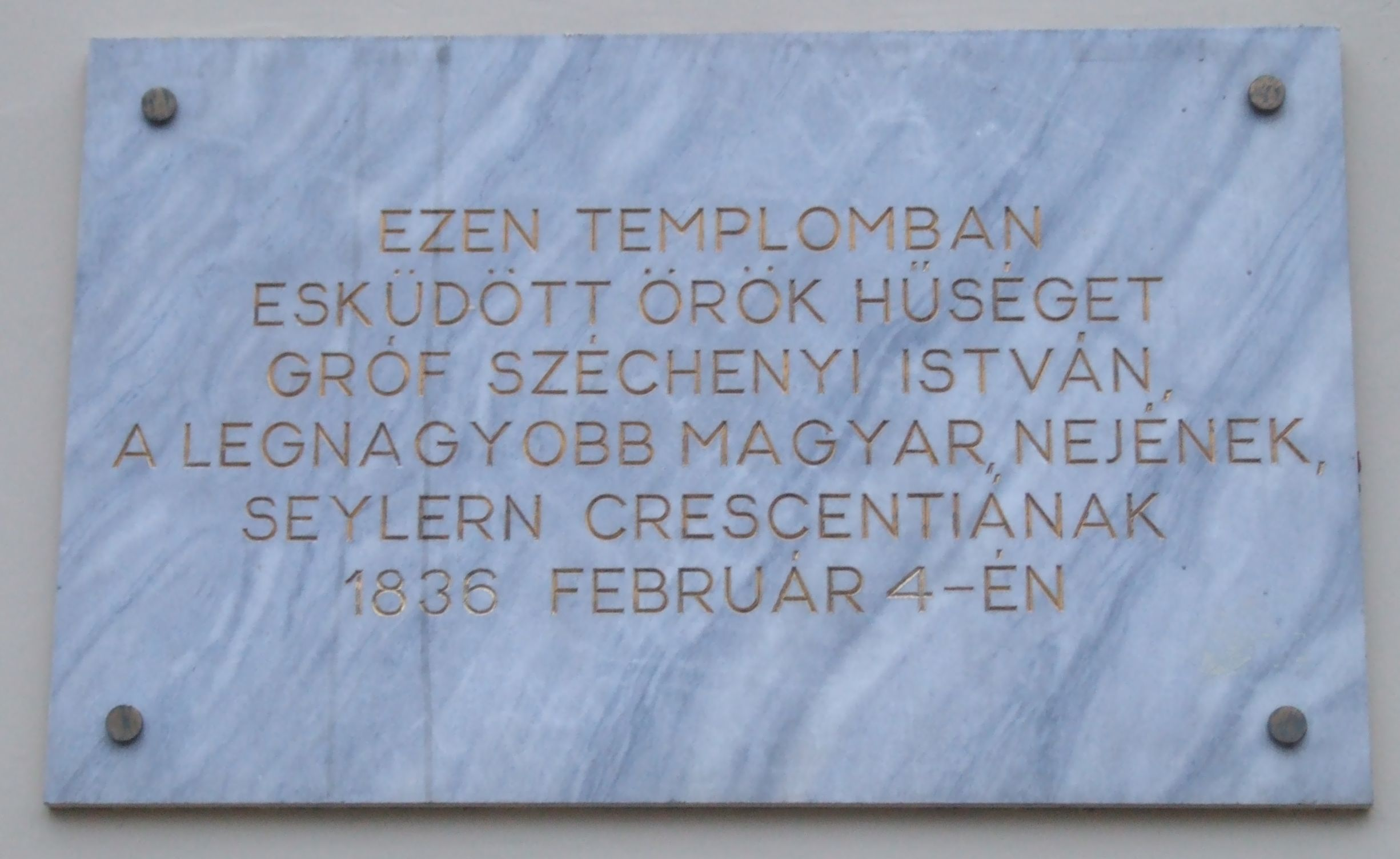
Pamětní deska Štěpána Széchenyiho a Marie Krescencie ze Seilernu na ulici Mészáros 1 v Budapešti.

Marie Krescencie se narodila jako Maria Crescentia Caroline Maximiliana hraběnka ze Seilernu a Aspangu, dcera hraběte Karla ze Seilernu a Aspangu (1756–1806) a jeho manželky Maxmiliany z Wurmbrand-Stuppachu (1770–1830).
3. srpna 1819 se provdala o 20 let staršího ovdovělého hraběte Karla Zichyho, se kterým měla sedm dětí.
- 1. Karolína (6. 6. 1820, Vídeň – 11. 4. 1906, tamtéž), manž. 1842 hrabě Denis Festetics de Tolna (12. 1. 1813, Budapešť – 15. 7. 1891, Vídeň)
- 2. Aladár (23. 6. 1821 – 7. 1. 1856)
- 3. Marie Maxmiliana (12. 10. 1822, Vídeň – 8. 3. 1881, tamtéž), manž. 1851 hrabě Antonín de Padua z Wenckheimu (17. 3. 1813, Červený Kameň – 4. 11. 1864, Vídeň)
- 4. Géza (2. 4. 1828 – 16. 2. 1911, Nagycenk)
- 5. Emerich (Imre, 6. 12. 1831 – 15. 12. 1892, Monastyryska), manž. 1866 Luisa Wulfling (27. 2. 1819, Monastyryska – 1919)
- 6. Rudolf Emil (11. 6. 1833, Budapešť – 16. 1. 1893, Košice), manž. 1864 Jakobina Péchy de Pécsújfalu (13. 1. 1846, Boldogkőváralja, Borsod-Abaúj-Zemplén – 23. 3. 1915, Košice)
- 7. Helena (Ilona, 9. 8. 1834, Šoproň – 12. 7. 1883, Vídeň), I. manž. 1856 hrabě Oswald Pallavicini (2. 6. 1817, Vídeň – 12. 6. 1877, Šoproň), II. manž. 1878 hrabě Kryštof z Degenfeld-Schonburgu (3. 5. 1831, Mohuč – 14. 3. 1908, Gorice)

V roce 1818 se seznámila s Štěpánem Széchenyim a 2. srpna 1824 začal jejich hlubší vztah. Po smrti manžela Karla Zichyho v roce 1834 se 4. února 1836 za Széchenyiho provdala a přijala maďarské občanství. V tohoto manželství se narodili dva synové a dcera, která však zemřela krátce po narození.
Béla Štěpán (3. 2. 1837, Pešť – 2. 12. 1918, tamtéž), ženatý od roku 1870 s Johanou Erdődyovou (10. 4. 1846 – 18. 10. 1872, Nagycenk)
Otto Jiří (14. 12. 1839, Prešpurk – 24. 3. 1922, Konstantinopol), první důstojník budapešťského Hasičského záchranného sboru, první prezident Národní asociace Hasičského záchranného sboru Maďarska. Na základě zkušeností ze zahraničí založil první moderní hasičský sbor v Budapešti, zpočátku jako dobrovolnická organizace a 1. února 1870 došlo k založení prvního 12členného placeného hasičského sboru. Hrabě Széchenyi byl vedoucí důstojník obou organizací. V roce 1874 odcestoval na pozvání sultána do Turecka, aby založil hasičský sbor v Konstantinopoli, kde následně zůstal až do své smrti. Za své úspěchy získal titul paša. Byl dvakrát ženatý: I. od roku 1864 s Irmou Almayovou (19. 9. 1844, Pešť – 19. 2. 1891, Vídeň), II. s Eftálií Christopulosovou (13. 5. 1854, Konstantinopol – 9. 6. 1918, tamtéž),
Julie (15. 1. 1844, Prešpurk – 31. 1. 1844, tamtéž)
Hraběnka Marie Krescencie Széchenyiová zemřela na zámku Széchenyi v Nagycenku (Großzinkendorf), poblíž Šoproně, kde byla pohřbena.

## Zajímavosti

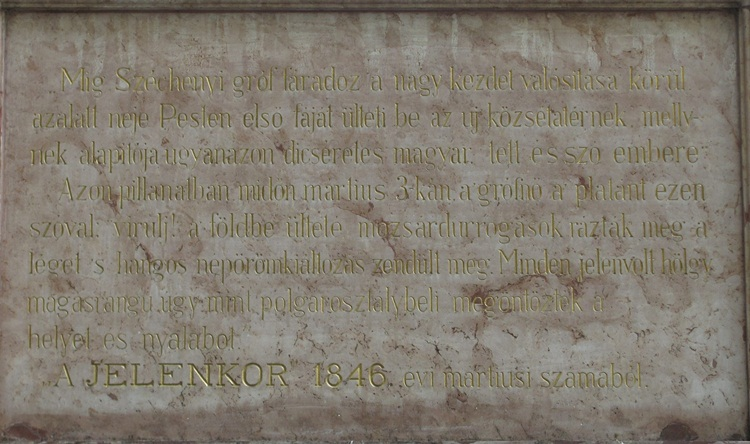
Článek v deníku Jelenkor o zasazení prvního platanu na zadní straně pamětní kašny na náměstí Szabadság tér.

O výstavbě Széchenyiho řetězového mostu v Budapešti se říká, že Marie Krescencie chtěla často navštěvovat Pešť suchou nohou, proto prý její manžel Štěpán Széchenyi začal plánovat stavbu mostu. Maďarský spisovatel Ferenc Herczeg o tom napsal hru A Híd („Most“).
3. března 1846 zasadila první platan na dnešním náměstí Svobody (Szabadság tér) v Pešti.